# Mikhaïl Karioukov
Mikhaïl Fiodorovitch Karioukov (en russe : Михаил Фёдорович Карюков), né le 27 juillet 1905 à Odessa (Empire russe) et mort le 2 décembre 1992 à Kiev, est un réalisateur, directeur de la photographie et scénariste soviétique.

## Biographie
De 1923 à 1925, Mikhaïl Karioukov étudie à la faculté économique de l'Institut du commerce industriel. En 1925, il est diplômé des cours de projection, au State College des Cinéastes (Odessa ГТК). En 1930, il rejoint le département cinématographique de l'Institut du cinéma d'Odessa. Il est le concepteur d'effets spéciaux et l'organisateur du département des effets spéciaux auprès de divers studios. Depuis 1955, il est le directeur de la photographie au Studio d'Odessa. En 1939, il a écrit Nouveaux moyens de prise de vue combinée (Новые способы комбинированных съёмок). Coauteur des scénarios de ses films ainsi que du film Pakhta-Oi (Пахта-Ой).

## Filmographie sélective
en tant que réalisateur et scénariste
- 1959 : L'Appel du ciel (Небо зовёт, Nebo zovyot), coréalisé avec Alexandre Kozyr
- 1963 : Au-devant du rêve (Мечте навстречу, Metchte navstretchou)